# Симуляція втоплення

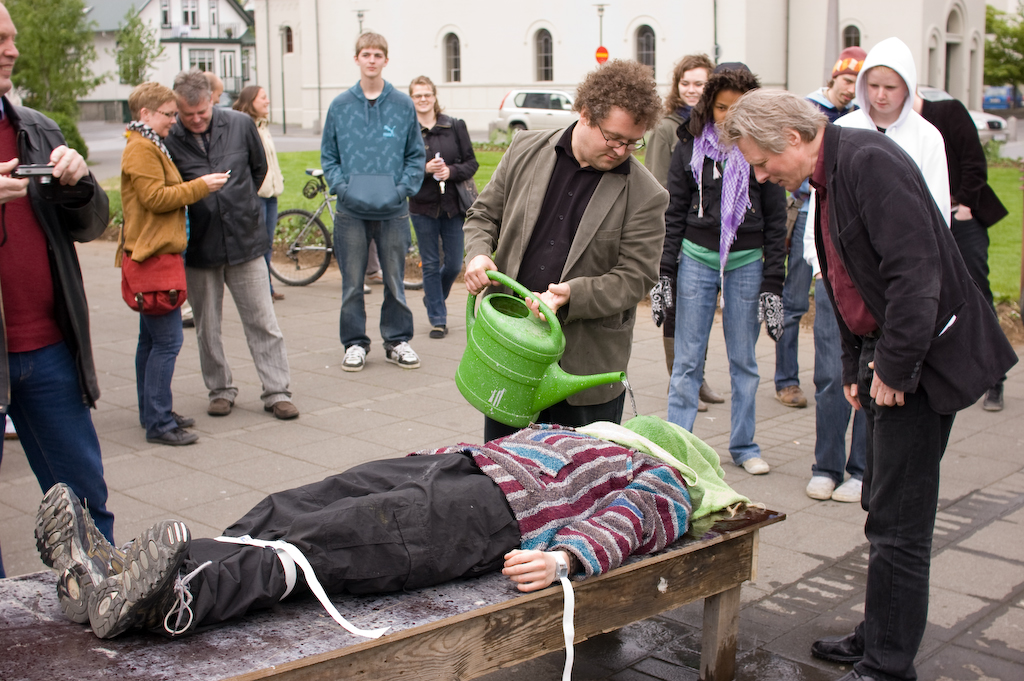
Демонстрація проти застосування тортур в Ісландії із використанням симуляції втоплення.

Симуля́ція вто́плення (англ. waterboarding) — вид тортур, який викликає фізичний і особливо психологічний ефект утоплення. Цей вид тортур застосовувався ще в середньовіччі і досі застосовується в деяких країнах, зокрема у США.

## Механізм тортури
У процесі тортури зв'язаному в'язневі ллють на обличчя воду, так щоб вона потрапляла в дихальні шляхи. Симуляція задушення, асфіксія, вдихання води спричиняє психологічний ефект втоплення, під час якого в'язневі здається, що він вмирає від втоплення. Хоча прихильники таких методів допиту стверджують, що цей вид тортури не завжди призводить до серйозних травм, критики відзначають, що дуже часто симуляція втоплення спричиняє пошкодження легенів, страшний біль, пошкодження головного мозку від браку кисню, а також переломи кісток від намагання жертви звільнитися і, в окремих випадках, смерть. Ефект втоплення викликає захисні реакції організму, що призводить до загального стресу, тахікардії (почастішання серцебиття), а іноді й до серцевого нападу.
На відміну від фізичних, психічні наслідки такого виду тортури можуть призвести до багаторічної інвалідності. Наслідками такого знущання можуть бути багаторічні приступи паніки, депресія та інші психічні розлади. За свідченням психіатрів, деякі жертви втрачають можливість приймати душ, впадають у паніку та задихаються роками під час дощу тощо.

## Історія виникнення

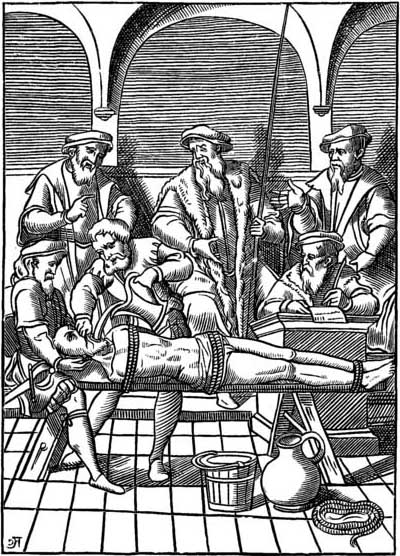
Водяні тортури у Середньовіччі

Перші свідчення про застосування симуляції втоплення належать до часів Іспанської інквізиції. У той час цей вид тортури мав назву «лікування водою» (фр. cure par l'eau) або водяні тортури (ісп. tortura del agua) і мав релігійний аспект у процесі інквізиції. Полонених катували таким чином у нацистській Німеччині — зв'язаній жертві клали мокре рядно і лляли воду на обличчя, примушуючи до зізнань. Доведення жертви до ефекту втоплення супроводжувалося биттям.
Найбільшого розголосу симуляція втоплення отримала під час війни Франції в Алжирі та США у В'єтнамі. Тортури в Алжирі призводили до частої загибелі полонених, а фото американських солдатів, які знущалися з полоненого в'єтнамця опубліковані 21 січня 1968 у Вашингтон Пост, спричинили справжній скандал і опинилася в музеї в'єтнамської війни. У той час застосування цього виду тортур було поширеним серед американських військ і визнано військовими протиправним.

## Громадська реакція
Цей вид тортур використовувався під час допитів в'язнів із ціллю примусити їх розголосити необхідну інформацію, залякати й загалом зломити волю жертви. Шкідливість і легальність цього виду тортури є контроверсійною у США. Зокрема, він використовувався під час допиту полонених у війні в Іраку та Афганістані. На думку спеціалістів ЦРУ, а також високопосадовців адміністрації США, помічників віцепрезидента Діка Чейні, такі методи ведення допитів були визнані легальними. Попри те, що після скандалів із тортурами у в'язниці Абу-Грейб та концтаборі Гуантанамо президент Буш підписав постанову про заборону тортур, симуляція втоплення продовжувала використовуватися, оскільки на думку деяких вона не підпадала під дію цієї постанови.
Відношення до симуляції втоплення стало однією з часто обговорюваних та контроверсійних тем і знайшло своє відображення навіть під час президентської кампанії 2008 р. Хоча деякі продовжують стверджувати, що цей вид тортур є гуманним і не підпадає під дію місцевих і міжнародних законів, такий погляд критикує багато спеціалістів та міжнародних організацій. Під час опитування тільки 29% американців відмовилися визнати це видом тортури. Ставлення у США до застосування цих методів стало однією з найобговорюваніших тем і у світовій пресі.